# Biserica „Sfântul Nicolae” din Ciocîlteni
Biserica „Sf. Nicolae” este o biserică amplasată în Ciocîlteni, raionul Orhei, Republica Moldova. Este un monument arhitectural de importanță națională inclus în Registrul monumentelor Republicii Moldova ocrotite de stat cu nr. 1085 (raionul Orhei). Datează de la sf. sec. XIX.